# 周貞亮

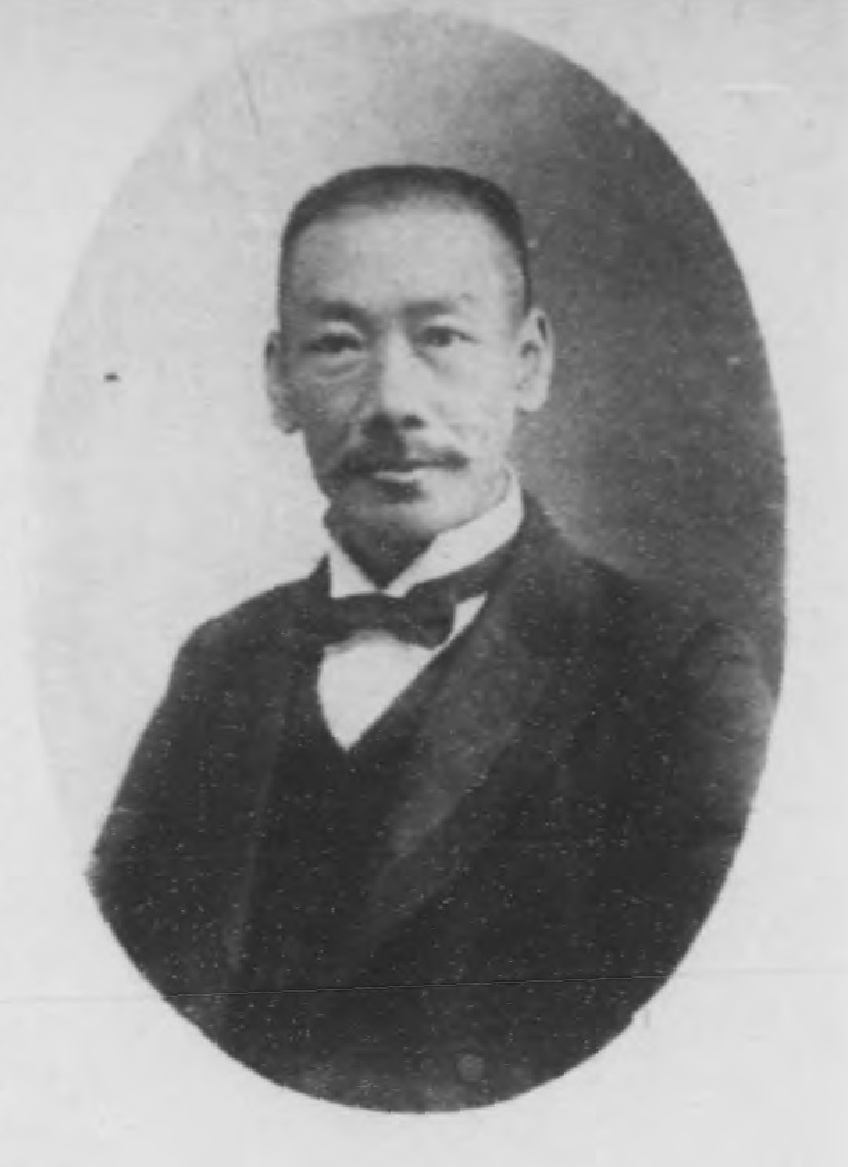
周之楨

周貞亮（1870年—1932年），榜名之桢，字子斡，號止盆、退舟，湖北汉阳人，清朝及中华民国官员、学者。

## 生平
同治九年（1870年）出生。出身贫寒，学习刻苦，曾担任经心书院斋长。光绪三十年（1904年）中进士。1906年留学日本，畢業於日本法政大学。宣统元年（1909年）出任黑龙江省财政局会办，后又调任河北省保定高等检查署审判厅厅丞。历任邮传部主事，黑龙江高等检察厅检察长，黑龙江高等审判厅厅丞，黑龙江法政学校提调。
中华民国成立后，他历任北京政府国务院法制局参事，平政院评事，司法官惩戒委员会委员，天津南开大学及国立北平大学第一师范学院教授。喜藏书，居北京多年，集珍贵书籍数万卷，如不济则多方借贷。1931年，擔任国立武汉大学中国文学系教授，讲授《文选学》与《目录学》。1932年，病逝于武汉大学寓所，贫不能举丧，由武漢大學师生捐资为殓。著有《文选学讲义》、《书目举要》、《古代散文选读》、《各体文选》、《中国近世史》、《通鉴论》、《五百家骈体文萃》、《晚喜庐随笔》、《联隽》、《中国通史》、《丛书举要》、《鸿藻集》、《六朝诗三百首》、《退舟文集》、《退舟诗草》等。